# Lewis (Wisconsin)
Lewis – jednostka osadnicza w Stanach Zjednoczonych, w stanie Wisconsin, w hrabstwie Polk.